# Melanoplus splendidus
Melanoplus splendidus är en insektsart som beskrevs av Morgan Hebard 1920. Melanoplus splendidus ingår i släktet Melanoplus och familjen gräshoppor. Inga underarter finns listade i Catalogue of Life.